# 文贵妃 (明世宗)
恭僖貞靖貴妃，亦稱為文貴妃，錦衣衛指揮同知文明之女，錦衣衛指揮同知文承武之妹，明朝明世宗朱厚熜之貴妃。

## 生平
文氏的出生及入宮時間均無考。嘉靖二十一年二月二十日（1542年3月6日），嘉靖帝生母慈孝獻皇后蔣氏的三年喪期已滿，嘉靖帝下旨稱宮內的「執事女官」用心辦事，應該得到恩賞，提拔她們的父、兄，其中文明、陳福等十七人被授為錦衣衛正副千戶、百戶、鎮撫等官，郝相等三人升一級俸祿，而韓鎮等二十四人則被賜予冠帶。此處的文明即文貴妃之父，可見文貴妃原為宮內的「執事女官」。
嘉靖二十四年正月十六日（1545年1月28日），文氏被正式冊封為敬妃。當日，文敬妃之父錦衣衛千戶文明亦獲晉升為錦衣衛帶俸指揮同知，嘉靖帝派遣成國公朱希忠帶著冊封敬妃文氏的詔書前往景神殿告祭，並依照嘉靖二十一年之例，皇帝不親臨殿堂，僅派遣英國公張溶、禮部尚書費寀持節執行冊封禮。文敬妃即於同月施繪玉皇上帝畫像，不僅藉神像表達她的崇道之情，亦以此響應嘉靖帝的玉皇信仰。有學者認為畫中在大光明座上的玉皇上帝正面持圭而坐，兩外側有北極四聖（即天蓬、天猷、翊聖、真武）護佑，其構圖與格局，顯然跟嘉靖三年章聖皇太后蔣氏施印的《玉皇經》扉畫一脈相承，或許曾參考後者而繪制。
嘉靖二十五年二月十四日（1546年3月15日），文敬妃之父錦衣衛指揮同知文明去世，嘉靖帝賜予祭禮，允許他開壙合葬，並且給予百金治喪。嘉靖三十三年正月十七日，舍人郭寧奉貞妃馬氏與敬妃文氏的令旨：「今月二十六日，恭遇皇上景命昌辰，先於甲子為始，特命官道，只就淨樂宮修建玉籙慶聖賀師祝壽進袍懸幡吉祥大齋五晝夜，至二十七日圓滿，陳設諸真清醮一千二百分位」，可見嘉靖帝對武當山道教的祭拜活動影響到後宮等人到武當山修建齋醮等活動。
嘉靖四十五年八月初六日（1566年8月20日），進封敬妃文氏為貴妃，並冊封宮御尚氏為壽妃，命鎮遠侯顧寰、安平伯方承裕持節，大學士李春芳、郭朴捧冊。同年八月初九日，陞文貴妃之兄長文承武為錦衣衛指揮同知，追贈壽妃之父為驃騎將軍、左軍都督府都督僉事，並授壽妃之兄為錦衣衛正千戶。萬曆年間，文貴妃薨逝，諡號曰恭僖貞靖，葬在位於北京天壽山襖兒峪的悼陵（原為孝潔肅皇后陳氏的葬地）。《宛署雜記》稱「天壽山戶五名⋯⋯世廟貴妃文氏一名」，此書之〈序）成於萬曆壬辰人日，由此可知文貴妃在萬曆二十年（1592年）已經薨逝。

## 備註
1. ↑   《明世宗肅皇帝實錄》嘉靖四十五年八月丁卯條誤稱文承武為文貴妃之父。根據王世貞撰《弇山堂别集》，錦衣衞指揮文承武應為文貴妃之兄長[1]。嘉靖四十年三月開始，錦衣衛指揮僉事文承武曾多次負責拜祭部分皇族成員，例如景泰帝、貞惠安和景皇后汪氏、孝潔肅皇后陳氏、孝懿莊皇后李氏、哀冲太子、莊敬太子等人。